# 映像フォトアルバム
映像フォトアルバム（えいぞうフォトアルバム）とは、2011年にDigital Media Creationが開始した、映像でのフォトアルバムを制作するサービス。映像フォトブック、ムービーフォトアルバムなどと呼ばれることもある。

## 概要
現在までは、写真や画像を集めてプリントしたフォトブック形式であったが、写真や画像、ビデオ素材を映像に加工し、デジタルフォトフレームに入れ、映像でのアルバムを制作する新しいサービス。
類似したサービスで写真や動画をデジタルフォトフレームで見ることができるNTTドコモの「お便りフォトサービス」やSoftBankの「PhotoVision」というサービスなどもある。